# Warszawscy Stompersi
Warszawscy Stompersi – polski zespół jazzu tradycyjnego, wcześniej występujący pod nazwą New Orleans Stompers i Warsaw Stompers.

## Historia
Zespół jazzu tradycyjnego utworzony pod nazwą New Orleans Stompers w Warszawie listopadzie 1957 r. przez Mieczysława Wadeckiego. W pierwszym składzie grupy znaleźli się Wiesław Ejssymont, Wojciech Kacperski, Jerzy Kowalski, Bogusław Rudziński. W lutym 1958 r. do grupy dołączyli Bogdan Ignatowski i Eugeniusz Koniarz. Zespół zadebiutował w tym samym miesiącu na Ogólnopolskim Konkursie Amatorskich Zespołów Jazzowych i Tanecznych w Warszawie. Miesiąc później New Orlean Stompers wystąpił na czwartym w historii powojennego jazzu koncercie w Filharmonii Narodowej, a w czerwcu w eksperymentalnym programie Telewizji Warszawskiej. We wrześniu 1958 r. uczestniczył w I Międzynarodowym Festiwalu Jazzowym Jazz Jamboree w Warszawie. Na festiwalu tym występował później regularnie do 1964 r..
W 1961 r. stał się zespołem profesjonalnym. Na pierwsze zagraniczne koncerty wyjechał w 1962 r. do Szwecji, koncertował także w Finlandii, NRD, RFN, Belgii i ZSRR. Akompaniował na estradzie i w nagraniach m.in. Jeanne Johnstone, Maciejowi Kossowskiemu, Halinie Kunickiej, Danucie Rinn i Markowi Tarnowskiemu. 
W połowie 1964 r. Warszawscy Stompersi związali się na stałe z zespołem Filipinki i stali się grupą akompaniującą Filipinkom podczas tras koncertowych i nagrań radiowych oraz płytowych. W 1965 r. wraz z Filipinkami Warszawscy Stopersi w okrojonym składzie (Mieczysław Wadecki, Bogusław Sobiesiak i Władysław Brzezicki) wyruszyli na pierwsze tournée po USA i Kanadzie (Piosenka nie zna granic). Rok później obie grupy wyruszyły na drugie tournée po Ameryce (Siedem uśmiechów) – tym razem Filipinkom akompaniowało czterech Stompersów – Mieczysław Wadecki, Wiesław Ejssymont oraz bracia Kruszyńscy. Zimą 1967 r. Warszawscy Stompersi w pełnym składzie wraz z Filipinkami wyjechali na tournée po ZSRR (Piosenka nie zna granic II) gdzie oba zespoły dały 87 koncertów w 15 miastach, a obejrzało je 300 tys. widzów.  
Gdy Filipinki w czerwcu 1967 r. rozstały się ze swoim pierwszym kierownikiem Janem Janikowskim i przeszły pod opiekę Mateusza Święcickiego, zakończyły współpracę z Warszawskimi Stompersami i zespół rozwiązał się.

## Dyskografia

### Płyty samodzielne
- 1958 – New Orlean's Stompers, Pronit N0112
- 1960 – New Orleans Stompers, Pronit N0216
- 1961 – New Orleans Stompers, NRD, Amiga 5 50 197
- 1962 – New Orleans Stompers Play charleston, Pronit N0250
- 1963 – New Orleans Stompers Plays jazz versions of polish themes, Polskie Nagrania Muza N0258
- 1963 – New Orleans Stompers, Pronit N0280
- 1965 – Warszawscy Stompersi – New Orlean Stompers, seria Polish Jazz Nr. 1, Polskie Nagrania Muza XL0236

### Various Artists
- 1959 – Spotkanie z Conoverem w Polsce, Polskie Nagrania Muza L0291
- 1961 – Jazz Jamboree '61 Nr. 1, Polskie Nagrania Muza XL0127
- 1962 – Jazz Jamboree '61 Nr. 2, Polskie Nagrania Muza L0370
- 1963 – Z melodią i piosenką dookoła świata nr.1, Pronit XL0161
- 1964 – Jazz Jamboree '64 Nr.2, Polskie Nagrania Muza XL0240
- 1965 – Płyta Jubileuszowa z okazji XX-lecia PP Polskie Nagrania, Polskie Nagrania Muza ZL457
- 1966 – Traditional Jazz-Studio Nr. 1, NRD, Amiga 8 50 031
- 1967 – Traditional Jazz-Studio Nr. 2, NRD, Amiga 8 50 850
- 1967 – Traditional Jazz-Studio Nr. 3, NRD, Amiga 8 50 851

### Płyty innych wykonawców nagrane z udziałem Warszawskich Stompersów
- 1961 – Jeanne Johnstone Jeanne Johnstone, Polskie Nagrania Muza SP56
- 1961 – Jeanne Johnstone Jeanne Johnstone, Jazz Jamboree '60 Nr.1, Pronit N0152
- 1963 – Jeanne Johnstone Jeanne Johnstone Sings With New Orleans Stompers, Polskie Nagrania Muza N0261
- 1964 – Maciej Kossowski Maciej Kossowski, Pronit N0339
- 1965 – Halina Kunicka Halina Kunicka, Pronit N0404
- 1965 – Filipinki i Aleksander Nizowicz Piosenka nie zna granic, USA, Melodia Records LPM1025
- 1966 – Halina Kunicka Halina Kunicka, Pronit SXL0332
- 1966 – Filipinki Filipinki - to my, Polskie Nagrania Muza XL0323